# Maximilian Duncker

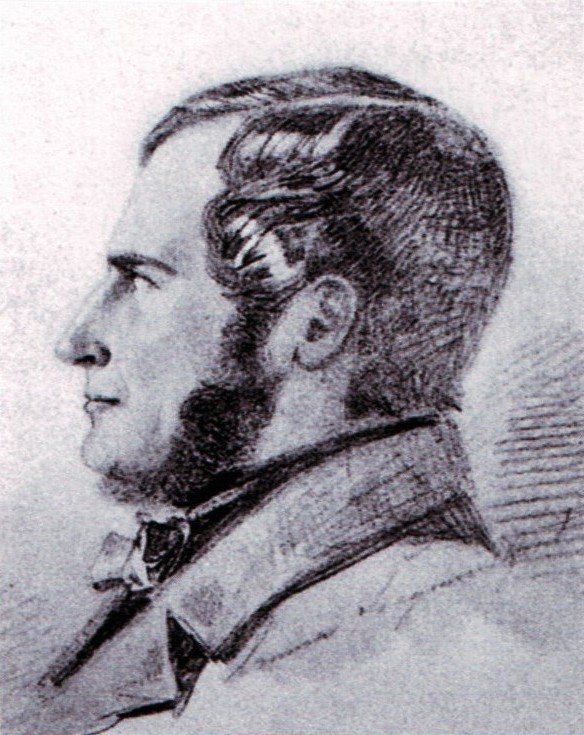
Max Duncker

Maximilian Wolfgang Duncker (* 15. Oktober 1811 in Berlin; † 21. Juli 1886 in Ansbach) war ein deutscher Historiker und Politiker.

## Herkunft und Familie
Maximilian Duncker war ein Sohn des Verlagsbuchhändlers Karl Duncker (1781–1869), Gründer des Verlages Duncker & Humblot, und dessen Ehefrau Fanny Auguste Babett geb. Levy. Seine Brüder waren der Verleger Alexander Duncker (1813–1897), der Berliner Politiker Hermann Carl Rudolf Duncker (1817–1892), Mitglied der preußischen Nationalversammlung, und der Verleger und Publizist Franz Duncker (1822–1888), Mitbegründer der Hirsch-Dunckerschen Gewerkvereine. Maximilian Duncker heiratete 1842 Charlotte Guticke.

## Leben und Beruf
Nach dem Besuch des Friedrich-Wilhelm-Gymnasiums in Berlin studierte Maximilian Duncker Geschichte, Philosophie und Philologie in Berlin und Bonn. Er promovierte 1834 zum Dr. phil. Nach seiner Militärzeit als Einjährig-Freiwilliger war er 1834 bei der Königlichen Bibliothek in Berlin tätig. Noch im selben Jahr begannen Untersuchungen gegen Maximilian Duncker wegen seiner Mitgliedschaft in der Burschenschaft Marcomannia Bonn, der er sich 1832 angeschlossen hatte. Dies führte 1837 zur Verurteilung zu sechs Jahren Festungshaft und dem Verbot der Übernahme öffentlicher Ämter. Er ist im Schwarzen Buch der Frankfurter Bundeszentralbehörde (Eintrag Nr. 335) festgehalten.
Nach einem halben Jahr Haft in Köpenick wurde er begnadigt und erhielt 1838 die Erlaubnis zur Habilitation. Diese erfolgte ein Jahr später an der Universität Halle. Dort war er bis 1842 Privatdozent für Geschichte und gleichzeitig in führender Position im väterlichen Verlag tätig. Von 1842 bis 1857 war er außerordentlicher Professor für Geschichte in Halle. Im Jahr 1851 wurde ein Strafverfahren gegen ihn eingeleitet auf Grund seiner Schrift Vier Monate auswärtiger Politik.
1855 hätte Duncker dank der Unterstützung des Hochschulreferenten im preußischen Kultusministerium, Johannes Schulze (1786–1869), beinahe den Sprung auf eine ordentliche Geschichtsprofessur an die Universität Greifswald geschafft. Der konservative Kultusminister Karl Otto von Raumer und auch der preußische König waren bereit, der Berufung Dunckers zuzustimmen. Im Gegenzug verlangten sie jedoch eine Erklärung Dunckers zu seinen politischen Tätigkeiten. Duncker sollte sein Verhalten während der Revolution von 1848/49 erklären und eine Art Gelöbnis ablegen, sich in Zukunft politisch zurückzuhalten. Auf dieses Angebot ging Max Duncker ein, und augenscheinlich war er sich seiner Sache auch recht sicher, so lehnte er 1855 einen Ruf an die Universität Basel ab. Die Berufung nach Greifswald scheiterte jedoch, allem Anschein nach erachtete der Minister oder der König Dunckers Erklärung als nicht ausreichend. Eine Karriere als Wissenschaftler in Preußen schien sich nun endgültig zerschlagen zu haben. Den erlösenden Ruf auf eine ordentliche Professur erhielt er dann aber doch, und zwar 1857 von der Universität Tübingen, wo er ordentlicher Professor für politische Geschichte, Völkerrecht und Theorie der Statistik wurde.

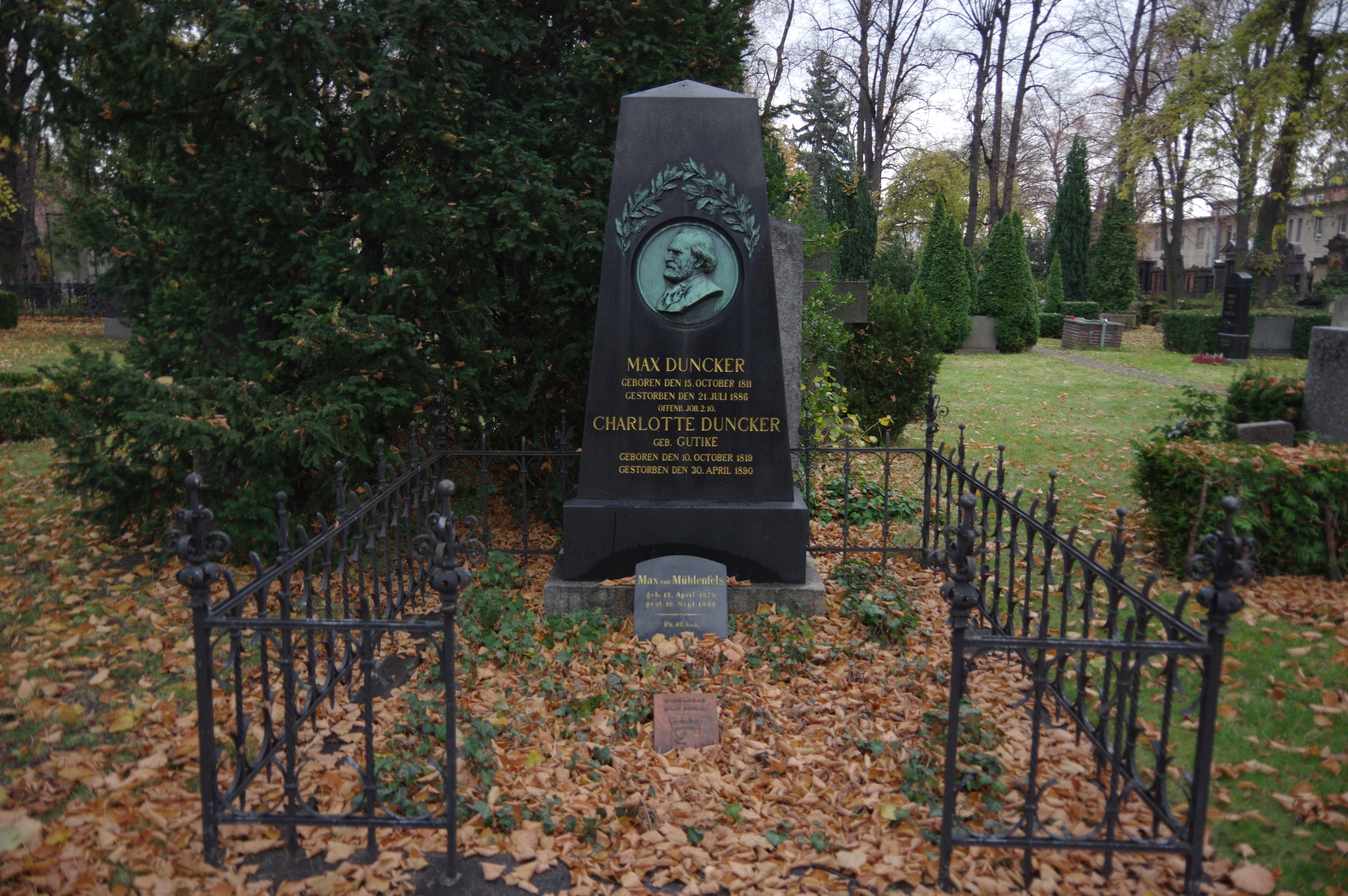
Das Grab Dunckers auf dem Alten Zwölf-Apostel-Kirchhof in Berlin-Schöneberg

Bereits 1859 wechselte er jedoch in den unmittelbaren Staatsdienst und war bis 1861 Leiter der Zentralpreßstelle beim Preußischen Staatsministerium in Berlin. Er war im Ministerium der auswärtigen Angelegenheiten als Regierungsrat dem Präsidenten des Staatsministeriums zugeordnet. Im Jahr 1861 wurde er vortragender Rat und politischer Berater des Kronprinzen Friedrich Wilhelm (der spätere Friedrich III.). Im Zusammenhang mit dem Krieg von 1866 war er preußischer Zivilkommissar in Kurhessen. 1866 arbeitete er den ersten Vorentwurf der Verfassung des Norddeutschen Bundes aus, die dann zur Bismarckschen Reichsverfassung erweitert und auf die süddeutschen Staaten ausgedehnt wurde. Von 1867 bis 1874 war er Direktor des Preußischen Staatsarchivs in Berlin.
Maximilian Duncker starb 1886 im Alter von 74 Jahren in Ansbach. Sein Grab befindet sich auf dem Alten Zwölf-Apostel-Kirchhof in Berlin-Schöneberg. Als Grabstein der Gittergrabanlage dient ein Obelisk aus dunklem Granit mit einem bronzenen Porträtmedaillon an der Vorderseite. Die letzte Ruhestätte von Maximilian Duncker war von 1962 bis 2015 als Berliner Ehrengrab gewidmet.

## Publizist und Historiker
Seit 1832 war Duncker journalistisch tätig. Ab 1858 war er Mitarbeiter der preußischen Jahrbücher und war dort seit 1867 Leiter der politischen Korrespondenz. Darüber hinaus war er Autor zahlreicher politischer und historischer wissenschaftlicher Monographien und Aufsätze. Darunter waren Zur Geschichte der Reichsversammlung in Frankfurt (Berlin 1849), Geschichte des Altertums (4 Bände, Berlin 1852–1857). Zusammen mit anderen Autoren, unter ihnen Gustav Droysen, gab er Urkunden und Aktenstücke zur Geschichte des großen Kurfürsten, sowie Preussische Staatsschriften aus der Regierungszeit König Friedrichs II. heraus. Nach dem Ausscheiden aus dem Staatsdienst 1874 wurde er wieder überwiegend wissenschaftlich-publizistisch tätig und galt 1884 als „Historiograph des Hauses Brandenburg“. Er war unter anderem Mitglied der Preußischen und der Bayerischen Akademie der Wissenschaften sowie der Gesellschaft der Wissenschaften in Göttingen.

## Politik und Mandate
Seit den 1840er Jahren war Duncker in vielfältiger Weise im Rahmen der nationalen und liberalen Bewegung tätig. Im Jahr 1848 war er Mitglied des constitutionellen Clubs in Halle.
Duncker war 1848/49 Mitglied der Frankfurter Nationalversammlung für den Wahlbezirk Halle und gehörte der Fraktion Casino an. Im Jahr 1849 nahm er am Gothaer Nachparlament und 1850 am Erfurter Unionsparlament teil. Von 1849 bis 1852 und von 1860 bis 1861 war er für verschiedene Wahlkreise Mitglied des Preußischen Abgeordnetenhauses. Dabei gehörte er zunächst verschiedenen linken Fraktionen und in den 1860er Jahren der Fraktion Vincke an. Im Jahr 1867 war er Mitglied des konstituierenden Reichstages des Norddeutschen Bundes und gehörte dort den Altliberalen an.

## Werke (Auswahl)
- Abhandlungen aus der Neueren Geschichte. Duncker & Humblot, Leipzig 1887. (Digitalisat)
- Aus der Zeit Friedrichs des Großen und Friedrich Wilhelms III. Abhandlungen zur preußischen Geschichte. Duncker & Humblot, Leipzig 1876. (Digitalisat)
- Zur Geschichte der deutschen Reichsversammlung in Frankfurt. Duncker & Humblot, Berlin 1849. (Digitalisat)
- Geschichte des Alterthums. 4 Bände, Duncker & Humblot. Berlin, später Leipzig 1852–1857. (Digitalisat Band 1), (Band 2), (Band 3), (Band 4) (Siehe unter Weblinks).
- mit Johann Gustav Droysen (Hrsg.): Preussische Staatsschriften aus der Regierungszeit König Friedrichs II. Duncker, Berlin 1877–1892.
- Vier Monate auswärtiger Politik. Mit Urkunden. Veit, Schiementz, Berlin 1851. (Digitalisat)
- Heinrich von Gagern. Eine biographische Skizze. Costenoble & Remmelmann, Leipzig 1850. (Digitalisat)
- Bericht der von der Gesellschaft im Casino zur Begutachtung der Oberhauptsfrage niedergesetzten Commission (Schubert, Duncker, Langerfeldt, Zachariae) am 20. Dezember 1848, Frankfurt a. M. 1848.
- Origines Germanicae. Commentatio prima. Duncker & Humblot, Berlin 1840. (Digitalisat)